# Ionizzazione per scambio di carica asimmetrico
La ionizzazione per scambio di carica asimmetrico o ionizzazione per trasferimento di carica asimmetrico è una reazione in fase gas tra uno ione e un atomo o molecola in uno stato eccitato.
L'atomo neutro può anche essere inizialmente in uno stato non eccitato e dopo lo scambio di energia essere ionizzato e in uno stato eccitato.
Per esempio:
{\displaystyle A^{2+}+B^{*}\to A^{+}+B^{+}}